# KEB I
Die Dampflokomotivreihe KEB I war eine Schnellzug-Schlepptenderlokomotivreihe der Kaiserin Elisabeth-Bahn (KEB).

## Geschichte
Die KEB stellte 54 Stück dieser 1B-Schnellzuglokomotiven als Reihe I in Betrieb.
Die Lokomotiven wurden von der Wiener Neustädter Lokomotivfabrik (Günther) 1858 (18 Stück), von der Lokomotivfabrik der StEG (24 Stück) ebenfalls 1858, von Sigl in Wien 1858 (ein Stück) sowie 1859 (fünf Stück) und von der eigenen Werkstätte 1863 (sechs Stück) gebaut.
Die Dampflokomotiven hatten einen Kegelschornstein und, wie damals üblich, nur eine „Brille“ als Schutz für das Fahrpersonal.
Später bekamen sie ein Führerhaus und einen Kobelschornstein.
Bei den k.k. österreichischen Staatsbahnen (kkStB) erhielten die verbliebenen 37 Stück die Reihenbezeichnung 12.
Die zur kkStB gekommenen Fahrzeuge hatten zusätzlich zu den Betriebsnummern auch die Namen WIEN, DONAU, ERLAUF, YBBS, TRAUN, SCHÖNBRUNN, HIETZING, HÜTTELDORF, WEIDLINGAU, REKAWINKEL, NEULENGBACH, BÖHEIMKIRCHEN, POTTENBRUNN, PÖCHLARN, KEMMELBACH, AMSTETTEN, ST. PETER, KLEINMÜNCHEN, WAIDHOFEN, ULMERFELD, WALLSEE, PERSENBEUG, ST. FLORIAN, ST. VEIT, SCHEIBBS, LILIENFELD, WILHELMSBURG, KREMS, HAINBACH, SECHSHAUS, RUSTENDORF, FRANKFURT, NÜRNBERG, LINDHEIM, ROTTERDAM, AMSTERDAM und MERK.
Die letzte Maschine dieser langlebigen Baureihe wurde 1904 ausgemustert.